# عبد الرحمن حمزة
عبد الرحمن حمزة (بالإنجليزية: Abderrahmane Hamza)‏ (19 فبراير 1992 - ) دراج طريق من الجزائر. نافس في بطولة العالم لسباق الدراجات على الطريق 2013.

## روابط خارجية
- عبد الرحمن حمزة على موقع الاتحاد الدولي للدراجات (الإنجليزية)
- عبد الرحمن حمزة على موقع أرشيف الدراجات (الإنجليزية)
- عبد الرحمن حمزة على موقع إحصائيات الدراجات الإحترافية (الإنجليزية)
- عبد الرحمن حمزة على موقع نسبة الدراجات (الإنجليزية)